# Антифрикционные материалы
Антифрикционные материалы (от англ. friction — «трение») — это группа материалов, обладающих низким коэффициентом трения, или материалы, способные уменьшить коэффициент трения других материалов.
Твёрдые антифрикционные материалы обладают повышенной устойчивостью к износу при продолжительном трении деталей друг об друга. Используются для покрытия трущихся поверхностей (подшипники скольжения, втулки, вкладыши, уплотнения, ролики, червячные зубчатые колёса, направляющие). Например, такими материалами могут служить латунь, железо-графит, фторопласт, бронза или баббит.
Эти материалы должны иметь минимальный коэффициент трения, структура покрытия должна обеспечивать антисхватывание и возможность быстрой приработки к контртелу, механические характеристики материала должны соответствовать эксплуатационным нагрузкам, должны быть достаточно износостойкими и пластичными.
Процесс нанесения антифрикционных покрытий должен обеспечивать выполнение тех же требований, что и для износостойких покрытий, с той лишь разницей, что при его проведении строго не ограничивается толщина покрытия.

## Смазочные материалы
В связи с тем, что материалов, имеющих необходимые антифрикционные характеристики, не так много, для уменьшения трения применяют смазочные материалы. Смазки — наиболее часто применяемый вид материалов, которые способны изменять коэффициент трения трущихся поверхностей.

## Учебники
- Хопин, П. Н.,  Шишкин, С. В. Трибология. — М.: Издательство «Юрайт», 2022. — 236 с. — (Высшее образование). — ISBN 978-5-534-14021-7.